# Callistopteris polyantha
Callistopteris polyantha är en hinnbräkenväxtart som först beskrevs av William Jackson Hooker, och fick sitt nu gällande namn av Edwin Bingham Copeland. Callistopteris polyantha ingår i släktet Callistopteris och familjen Hymenophyllaceae. Inga underarter finns listade.